# Хилдебранд I
Хилдебранд I (Childebrand; * ок. 678; † сл. 751) e родоначалник на рода Нибелунгиди. Той е малкият син на майордом Пипин Ерсталски и наложницата му Алпаида (Халпаида), и роден брат (или полубрат) на майордом Карл Мартел и чичо на Пипин III.
Хилдебранд I нямал право да наследи трона. Той бил франкски dux, херцог на Прованс, граф в Бургундия. Той получава от Карл Мартел собственост в Гау Белун.
В битките в Авиньон и в Нарбона (737), против нахлулите сарацини, той служи като генерал при Карл Мартел. През 739/740 г. при Бургундия той служи като генерал на Пипин III Млади.
Хилдебранд поддържа освен това до смъртта си (751) второто продължение на Фредегар-хрониката, „Хроника на Фредегар“.

## Фамилия
Той се жени вероятно за Емма от Австразия, която донася името Нибелунг, във фамилията и вероятно е:
- от кралски бургундски произход,
- от алеманска херцогска фамилия,
- или от кралски тюрингски произход.

От този брак произлиза Нибелунг (* 705/720; † 768), сеньор на Пераса и Божи, родът получил своето название от него.
Потомците на Хилдебранд I били графове на Отен, Макон, Шалон, Амен, Вексен, Валуа.